# プロット (物語)
プロット (英語: plot) とは、ストーリーの要約である。プロットはストーリー上の重要な出来事のまとまりであり、重要な出来事とは、後の展開に大きな影響を与える出来事である。すなわち、プロットは出来事の原因と結果を抜き出したものである。ここでいう原因と結果とは、例えば「犬が歩く。棒にあたる。動物病院に運ばれる。治療を受ける。回復する」といったことである。同じ因果関係にもとづくプロットを、時系列に沿って語ることも、時系列を遡りながら語ることもできる。
プロットはストーリーとは異なる。プロットは因果関係であり、ストーリーは単なる前後関係である。「王女は雪山に逃げた女王を追う。だから、王女は雪山で女王を見つける」はプロットである。一方で、ストーリーは、出来事を起こる時間の順序どおり、省略せずに並べた文章であり、プロットとは区別される。「王女は雪山に逃げた女王を追う。それから、女王は魔法で氷の城を造る」はストーリーである。このように、「だから」で出来事のつながるものがプロットであり、ただ単に「それから」でつながるものがストーリーである。
プロットはストーリーの設計図として用いられる。プロットをまとめた文書が「トリートメント」である。トリートメントと脚本の違いは、トリートメントが非常に短い短編小説の形で書かれ、また、まだシーンに分けられていない点にある。通常、映画などのプロットは「三幕構成」に基づいて書かれる。三幕構成とは「始まり」「中間」「終わり」がターニング・ポイントでつながった構成である (後述)。日本では、トリートメントにあたる文書そのものが〈プロット〉と呼ばれている (後述)。

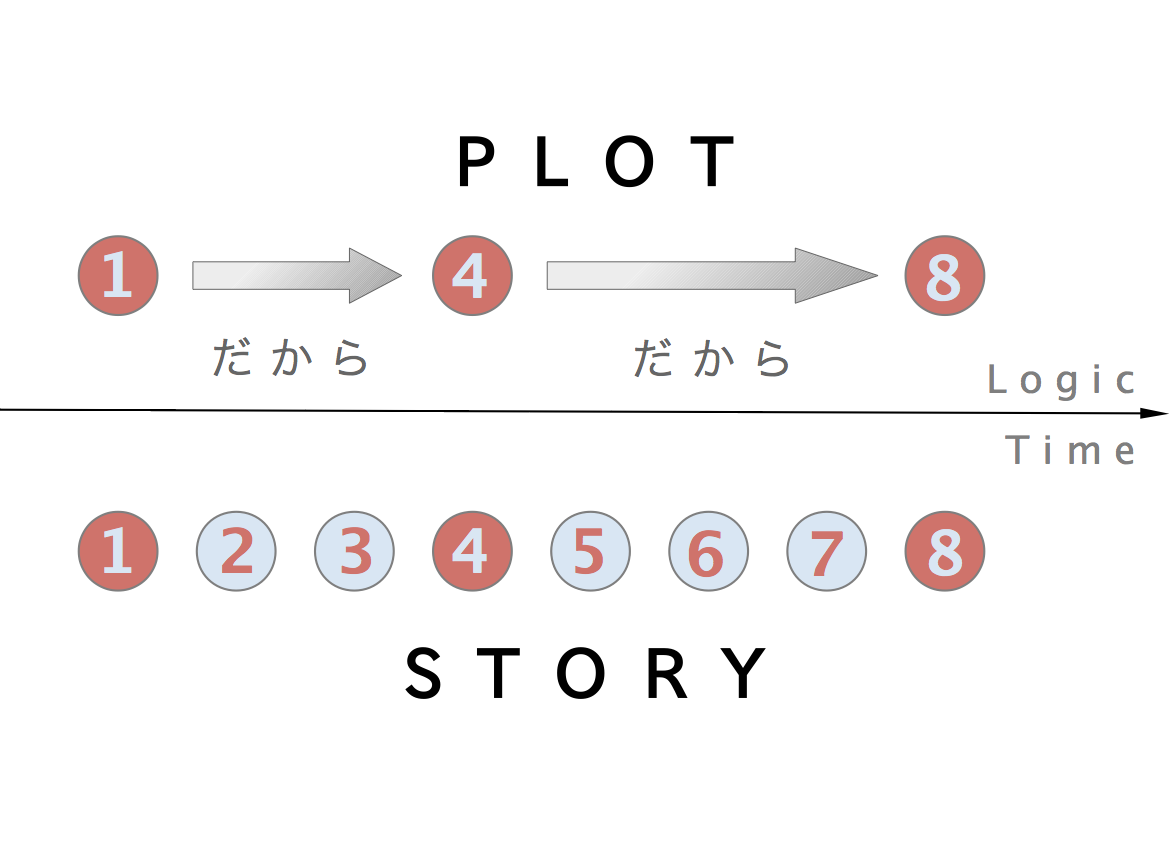
プロットとストーリー。プロットは出来事と出来事の因果関係である。

## 概要
プロットは、出来事の原因と結果、すなわち因果関係で最初から最後までつながっている。A⇢B⇢C までがストーリーとすれば、A によって C が起こり、かつ、B が C とは直接に関係がないとき、B を省いた A→C がプロットである。プロットによって、ストーリーが要約され、その全体像を把握することが可能になる。このため、プロットはストーリーライン (Storyline) とも呼ばれる。
変化を起こさない出来事はプロットに含まれない。例えば、「王子が靴を手がかりにシンデレラを探す」「靴はシンデレラの意地悪な姉たちの足には合わない」「靴が足に合ったのは王国でシンデレラだけだった」というストーリーのうち、靴が姉たちの足に合わないという出来事は、プロットでは省略される。また、映画『タイタニック』('97) では、ストーリーの上で、主人公が船首で両腕を広げる場面や、楽団が船の沈むまで演奏を続ける場面といった有名なシーンがあるが、それらは以後の出来事に影響しないため、プロットでは重視されない。このように、プロットは原因と結果の連鎖である。
プロットとストーリーの区別については、イギリスの作家 E・M・フォースターが1927年に発表した『小説の諸相』での解説が有名である。フォースターによれば、「国王が亡くなった。そして王妃が亡くなった」はストーリーである。それに対して、「国王が亡くなった。そして王妃は悲しみのあまり亡くなった」はプロットである。前者では、国王の死とは無関係に王妃が続けて死去している。これは前後関係にすぎない。一方で、後者では、国王の死が原因で王妃が死去している。これは因果関係である。

### 用例
日本の映画制作において実際に用いられているプロットは以下のようなものである〔出典の例を『アナと雪の女王』('13) に改変〕。
プロットは必要に応じてさらに短くまとめることが出来る。

### 日本におけるプロット
日本の映像産業では、脚本などを執筆する前に、ストーリーの大まかな構成を理解するために書かれる小説体の文書そのものが〈プロット〉と呼ばれている。それは、脚本家自らの執筆のためだけのものではなく、企画書に添付してプロデューサーに提出される。この場合のプロットは、製作者が読むことを前提としたビジネス文書である。そのとき、プロットの枚数は、ワープロで1枚ほどの梗概 (シノプシス) から、同30枚以上まで様々である。脚本家の斉藤ひろしは、日本では、コンクールに応募するときにはワープロで1-2枚程度、プロデューサーに企画を持ち込むときには同5-10枚程度が望ましいとしている。このように、日本の映像産業においては、脚本の前段階の文書がプロットと呼称されている。
斉藤によれば、日本の映像産業においてプロットの必要とされる理由は主に三つある。第一に、脚本を作成する前に、プロデューサーが構成の完成度を確認するためである。第二に、プロデューサーが読む時間を節約するためである。第三に、心理描写のある小説体の文章のほうが、最小限の説明しかない客観描写のみの脚本より、製作者にとって理解しやすいためである。
また、日本の漫画制作でのプロットは、ネーム (絵コンテ) の前段階のメモ書きを意味する。日本の漫画のプロットは、あらすじ、もしくはハコ書き、または脚本そのままの形などで書かれるが、いずれにしても、演出の指定を含めた簡単な小説体のものが一般的である。日本の漫画におけるプロットは、やはりストーリーの構成を事前に把握するために用いられる。漫画家で京都精華大学マンガ学部長 (当時、後に学長) の竹宮惠子によれば、プロットは A4用紙2枚程度まで (多くとも3枚) に収めなければ、自分自身や編集者がそれをプロットとして読むことは困難である。

### ファーブラとシュジェート
20世紀初頭、ロシア・フォルマリズムの文学理論は、物語を構成する要素をファーブラとシュジェートに分けた。それ以降、物語論においては、ロシア語のファーブラ (Fabula) が「ストーリー」として、同じくシュジェート (Syuzhet) が「プロット」として、それぞれ置き換えられる場合がある。ファーブラは、出来事を起こった時間の順に並べたものであるのに対して、シュジェートは、それらの出来事を語られる順に並べ直したものである。ボリス・トマシェフスキーは、「要するに、ファーブラというのは実際に起こったことであり、シュジェートとは読者がその内容を知った仕方である」と説明している。

## プロットの作成

三幕構成の見取り図。

一般に、映画は三幕構成になっている。三幕構成のモデルは映画制作の基礎である。三幕構成では、映画は3つの幕 (act) に分けられ、それぞれの幕は「設定」「対立」「解決」の役割を持っている。幕と幕はターニング・ポイント (プロットポイント) でつながっている。ターニング・ポイントとは、幕と幕の境目にあり、「アクションを起こさせ、物語を違う方向性に向かわせる事件やエピソードなど」を指している。実際のプロット作成には以下のような技術が用いられている (後述)。

### トリートメント
トリートメント (日本でいうプロット) は、ストーリーがどのように始まり (設定)、どのような展開 (対立、衝突) があり、どのように終わるのか (解決) を、短編小説 (short story) として非常に手短に要約した文書である。トリートメントは、プロット (ストーリーライン) の流れを論理的に書くものである。そのため、トリートメントによって、ストーリーの問題点が明確になる。一方で、脚本家は、満足するまでプロットを自由にリライト (書き直し) できる。トリートメントには、ストーリーの短いあらすじ (シノプシス) との大きな違いはない。トリートメントの枚数は通常、8-15ページである。アメリカにおいても、製作者の依頼により、脚本の要約としてトリートメントを求められる場合がある。その場合の枚数は、通常、5-12ページである。反対に、企画の売り込みに用いられる場合には、トリートメントは通例、1-3ページのシノプシス (synopsis) や、ログライン (logline)、ときにはマーケティング・フック (marketing hook) から成り立つ。トリートメントは、三幕構成に基づいたプロットが書かれたものであり、幕と幕をつなぐターニング・ポイントも書かれているが、未だシーンには分割されておらず、シーンに分けられるのは次のアウトラインである (後述)。

### アウトライン
アウトラインは、それぞれのシーンを数行で書き出したものである。これは実際の脚本に最も近い段階であり、シガーによれば、アウトラインの情報だけで脚本を書き始めることが出来る。以下は『アナと雪の女王』('13) の冒頭の例である〔出典の例を改変〕。
1. アナが寝ているエルサを起こし、舞踏室で魔法の雪遊びをする。ここでアナとエルサを設定する。
2. アナとエルサの関係を固める。姉妹はオラフという名前の雪だるまを作る。
3. アナがエルサのミスで氷の魔法を頭に受ける。国王夫妻が異変に気づく。
4. 一家はトロールの集落に急ぐ。長老はアナを回復させ、警告する。アナは魔法の記憶を消される。
5. 魔法の存在を伏せるため、エルサは国王により部屋に隠される。アナもエルサから引き離される。

### ジャーナル
ジャーナルは、キャラクターの掘り下げを行うための手記である。ジャーナルは、キャラクターの内面を描写し、それにより、キャラクターの言動を理解するツールになる。ジャーナルでは、キャラクターの人物描写、行動、人間関係、収入、家族構成、および学歴/学校歴などといった種々の情報が明確にされる。書き手の知人の中に、キャラクターと似ている点を見出すことも方法の一つである。また、ジャーナルによって作品のテーマを考察することも出来る (テーマがキャラクターに与える影響など)。前述のトリートメントは、主にストーリーの把握に用いられる。それに対して、ジャーナルは、キャラクター (およびテーマ) を理解することが主な目的である。

### カード
シド・フィールドによれば、カードを用いることにより、プロット（ストーリーライン）は容易かつ効率的に組み立てられる。フィールドの指導法では、情報カード（インデックスカード）1枚につき、1つのシーンの簡潔な説明が書かれる。また、フィールドは数千人の生徒を指導してきた経験則として、脚本30ページにつき必要なカードの枚数を14枚としている。それを2時間映画（120ページ）に当てはめた場合、カードは合計56枚である。
フィールドはカードシステムのメリットとして、カードの並べ替えや足し引き、および色分けなどが自由であることを挙げている。パソコンによるハコ書き（後述）のような形式は、シーンの並べ替えが不自由になるとして推奨していない。リンダ・シガーによると、そのようなカード方式を用いる脚本家はまず複数色の情報カードを購入し、例えば白のカードはメインプロット、赤は恋愛、青はキャラクターの設定、および緑は舞台の情報などといったように、色ごとに使い分けている。
脚本家のブレイク・スナイダーによると、ハリウッドではそうした複数のカードをコルクボードにピンで留めるなどしたものは、「ボード」と呼ばれている。40枚のカードを使用していたスナイダーによると、ボードは書く前の準備として脚本を目で見えるようにし、修正するためのツールである。
『サウンド・オブ・ミュージック』（1965年）や『北北西に進路を取れ』（1959年）の脚本家アーネスト・レーマンは、およそ50から100枚のカードを使用していた。他にも、著名な脚本家が52枚、56枚、または12枚など、さまざまな枚数のカードによってプロットを組み立てていた。フィールドは、自らの師であるジャン・ルノワールもカード方式を活用していたと証言している。

### ハコ書き
日本の脚本家は、前述のようなカードシステムと同様の目的のために、ハコ書き (構成表) を用いる場合があり、日本人の著した脚本の教則本において触れられることがある。ハコ書きは「ハコ」とも略される。ハコ書きは、脚本の執筆を始める前の段階のテーブル (表) である。ハコ書きは以下の三段階から構成される。大バコは、プロットをチャプター (章) によって大きく分割したものである。中バコは、その大バコをシークエンスによって分けたものを指す。小バコは、その中バコをシーンによって分割したものであり、最も細かな部分である。それぞれのハコには短い要約のみを書き込む。
そこでは、プロットから始まって、それを大バコ (チャプター) に分けることにより、これから描こうとしていることが明確にされる。さらに、それらは中バコ (シークエンス) に区切られ、より具体的な展開に落としこまれる。最後に、それらは小バコ (シーン) にまで細分化される。斉藤ひろしは、小バコ (シーン) から書き始めることを推奨していないが、それは全体の流れが分からなくなるためであるという。

### 要約と再現
三幕構成を理論化した脚本家、脚本指導者のシド・フィールドによれば、あらすじには、「要約」と「再現」の2種類がある。要約は、大まかに出来事の流れをまとめたものである〔編者注: これがプロットにあたる〕。
再現は、出来事をありのまま具体的に描写することである〔編者注: これがストーリーにあたる〕。
このように、要約と再現は対照をなすものである〔以上、出典の例を改変〕。
フィールドは、あらすじを4ページで書くように指導していた。そのうち、ストーリーを連結する4つの重要ポイントでは「再現」、それ以外の部分では「要約」が用いられる。4つの重要ポイントとは、オープニング、プロットポイント I, II、およびエンディングの4つである。

## 歴史
紀元前4世紀、古代ギリシアの哲学者アリストテレスが『詩学』の中で既に、「始まり」「中間」「終わり」の3つの部分に悲劇を〈分割〉し、それを悲劇に共通の構造として述べている (1450b)。
1863年、ドイツの作家グスタフ・フライタークは、"Die Technik des Dramas" (戯曲の技法) で、アリストテレスの悲劇論をベースにしながら、画期的な理論を打ち出した (フライタークのピラミッド)。フライタークは、ドラマを5つの部分に〈分割〉し、なおかつ、それぞれの部分の〈機能〉を定義した。すなわち、「序幕」「上昇」「クライマックス」「下降」「破局」がその5段階である。フライタークによれば、悲劇はクライマックスを頂点とする三角形の構造を持つ。そのストーリーはクライマックスで上昇から下降へと反転し、結末の破局に向かう。フライタークの分析は、そのまま5幕の演劇に対応している。映画においてミッドポイント (中間点) から始まる主人公の転落は、フライタークのピラミッド (三角形) に代表される古典劇の構成を継承したものである。
1979年、アメリカの脚本家シド・フィールドは、映画のストーリーを3つの部分に〈分割〉し、また、その3つの部分の〈機能〉を分類した。これは映画に共通して見られる構成を分析したものであり、三幕構成 (Three-act structure) と呼ばれる。